# Governació d'Hama

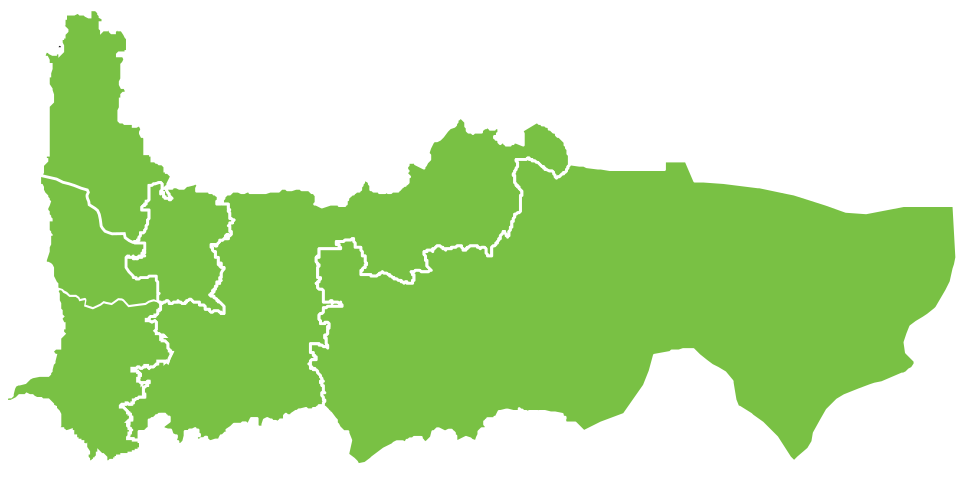
La governació i els districtes: As-Suqaylabiyah al nord-oest; Masyaf al sud-oest; Muhardeh al centre nord-oest; Hama al centre; i Salamiyah a l'est

La governació o muhàfadha d'Hama (àrab: مُحافظة حماة, muḥāfaẓat Ḥamāt) és una divisió administrativa (muhàfadha) de Síria. La seva superfície és de 8.844 km² i la població d'1.491.000 habitants (estimació del 2007). La capital és la ciutat d'Hama o Hamat.
Administrativament està dividida en cinc districtes:
- Hama
- As-Suqaylabiyah
- Muhardeh
- Masyaf
- Salamiyah

## Geografia
La Governació d'Hama està situada a la part nord-oest del país. Limita amb les governacions d'Idlib, Homs, Tartus, Ar-Raqqa, Latakia i  Alep. La capital d'aquesta governació és la ciutat d'Hama.

## Població
Té una superfície de 8.883 quilòmetres quadrats i una població d'1.491.000 habitants (estimacions del 2007). La densitat poblacional d'aquesta governació siriana és de 167,85 habitants per cada quilòmetre quadrat de la governació.